# Zeppelin NT
Le Zeppelin NT (Zeppelin Nouvelle Technologie) est un type de dirigeable semi-rigide construit depuis les années 1990 par la compagnie allemande Zeppelin Luftschifftechnik basée à Friedrichshafen.

## Historique
Le Friedrichshaffen est le premier aéronef expérimental de type Zeppelin NT ; il effectua son premier vol en septembre 1997 devant 30 000 personnes.
Le Zeppelin NT est fabriqué en série et exploité commercialement pour des promenades ludiques, des vols de recherche et des applications similaires.
En mars 2004, Nippon aéronefs inc. (ja) (en japonais : 日本飛行船) acquit un Zeppelin NT 07 ; celui-ci fut certifié le 3 juillet 2007 par les autorités japonaises.
En août 2005, un troisième Zeppelin NT a été fabriqué et expédié en Afrique du Sud pour une nouvelle tâche de deux ans pour la compagnie De Beers. Après avoir volé de Friedrichshafen à Amsterdam, il fut transporté par ferry de la même manière que le zeppelin « Yokoso Japon » qui lui avait été expédié au Japon de décembre 2004 à janvier 2005. La tâche principale du Zeppelin était l’exploration de nouvelles réserves de diamants en Afrique du Sud. Le Zeppelin NT devait fournir une plate-forme unique pour ces explorations fournissant une amélioration comparée aux systèmes courants. Le 22 septembre 2007, des vents violents l’ont détaché de ses amarrages près de la mine de Jwaneng ; aucune réparation ne fut envisageable après cet accident.
Le 26 juin 2008 le quatrième dirigeable « NT » de Zeppelin reçut l’autorisation de la FAA (Federal Aviation Administration).
En mai 2001, Goodyear commanda trois Zeppelin NT livrés à partir de 2014. Il s’agissait alors du plus gros contrat de l’histoire de la ZLT.
En France, son exploitation commerciale débuta en août 2013 où des vols touristiques sont proposés depuis l’Aéroport de Pontoise - Cormeilles-en-Vexin vers les châteaux de Versailles et de Chantilly.

## Caractéristiques

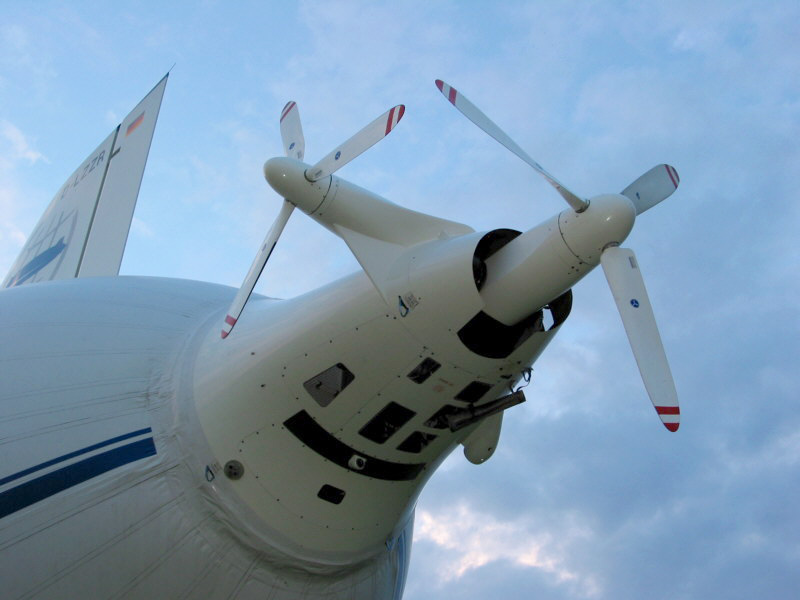
Propulseur arrière du Zeppelin NT. L'hélice latérale est couplée à la gouverne de lacet.

Bien que plus grands que les dirigeables souples, les zeppelins « neuer Technologie »  sont beaucoup plus petits que leurs ancêtres géants (les plus grands mesuraient plus de 200 m de long).
Ils ne sont pas du type plus léger que l'air à proprement parler (voir ci-dessous) mais plutôt un aéronef hybride semi-rigide de haute technologie.
Comparés aux blimps, leurs avantages principaux sont une charge utile plus importante, une vitesse plus grande et une meilleure manœuvrabilité.
Le Zeppelin NT est constitué d’une structure rigide pesant 1 100 kg composée de trois longerons en aluminium écartés par douze triangles en fibre de carbone, le tout raidi par des câbles en aramide.
Son enveloppe, réalisée par une membrane composite en feuillets de Tedlar (étanche aux gaz), de fibres de polyester (pour la résistance à la déchirure) et de polyuréthane (pour l'assemblage des feuillets), qui pèse également environ une tonne et totalise un volume de 8 425 m3, ne contient que 26 % d’hélium.
À la structure sont fixés trois groupes motopropulseurs à hélice Lycoming O-360 de 147 kW chacun : deux latéralement, le dernier à la queue.
Ce dernier comporte également une hélice latérale qui, couplée à la gouverne de lacet, facilite la giration du dirigeable voire la permet à vitesse nulle.
Une particularité de ces groupes est qu'ils peuvent être orientés pour exercer une poussée vers le bas ;
cette possibilité permet le décollage vertical de l'appareil, une caractéristique nécessitée par la charge opérationnelle initialement non compensée de 350 kg.
L’empennage est composé de trois surfaces portantes fixées à l'arrière de la structure et agencées en forme de Y inversé.
Sous l'avant de la structure se trouve la nacelle dotée d'une avionique d'avant-garde comportant notamment des commandes de vol électriques et équipée de douze à quatorze sièges, de fenêtres panoramiques et de toilettes.
L'appareil ne nécessite qu'un pilote (formé à cet effet) et est habilité à voler à vue de jour comme de nuit.
Les équipiers au sol doivent être au nombre de trois.
Outre le pilote (et un éventuel accompagnant ou superviseur), il peut transporter jusqu'à 14 passagers ou une charge utile de 1 900 kg sur 1 000 km.
Sa vitesse de pointe est de 125 km/h et son plafond opérationnel de 3 000 m.